# Cuerna yuccae
Cuerna yuccae är en insektsart som beskrevs av Oman et Beamer 1944. Cuerna yuccae ingår i släktet Cuerna och familjen dvärgstritar. Inga underarter finns listade i Catalogue of Life.